# Thamnolia
Thamnolia Ach. ex Schaer.  (szydlina) – rodzaj grzybów z rodziny czasznikowatch (Icmadophilaceae). Ze względu na współżycie z glonami zaliczany jest do grupy porostów.

## Systematyka i nazewnictwo
Pozycja w klasyfikacji według Index Fungorum: Icmadophilaceae, Pertusariales, Ostropomycetidae, Lecanoromycetes, Pezizomycotina, Ascomycota, Fungi.
Synonimy nazwy naukowej: Cerania Gray.
Nazwa polska według W. Fałtynowicza.

## Niektóre gatunki
- Thamnolia ambitiosa (Darb.) Gyeln. 1933[4]
- Thamnolia andicola Nyl. 1859[4]
- Thamnolia charcotii (Hue) Gyeln. 1933[4]
- Thamnolia vermicularis (Sw.) Schaer. 1850 – szydlina różowa

Nazwy naukowe na podstawie Index Fungorum. Nazwa polska według W. Fałtynowicza.